# ヨハン・ハインリヒ・シェーンフェルト
ヨハン・ハインリヒ・ヴィルヘルム・シェーンフェルト（Johann Heinrich Wilhelm Schönfeld、1609年3月23日 - 1684年7月12日）は17世紀ドイツの画家である。イタリアで修行し、南ドイツの教会の祭壇画などの宗教画、歴史画を描いた。

## 略歴
ドイツ南部、現在のバーデン＝ヴュルテンベルク州のビーベラハ・アン・デア・リス（Biberach an der Riss）で金細工師の息子に生まれた。生まれながらに右目と左手が不自由であったので、兄弟たちのように父親の仕事の訓練を受けることはなかった。かわりにメミンゲンで画家のカスパー・ジッヘルバイン（Caspar Sichelbein der Jüngere: 1591–1627）から絵を学んだ。 その後、シュトゥットガルトとバーゼルに旅した。三十年戦争の混乱を避けるために1633年にイタリアに移り、1637年から1638年の間、ローマで修行した後、ナポリで1649年ころまで修行した。ドレスデンに滞在した後、1651年にビーベラハに戻った。1652年にウルム近郊のプフール（Pfuhl）で、ウルム出身の女性と結婚した。1652年にアウグスブルクに移り、同じ年に市民権と画家の親方の権利を得て、工房を開き、画家として働いた。
多くの南ドイツの教会の祭壇画などを制作し、1670年頃にはヴュルツブルク大聖堂（Würzburger Dom）の祭壇画を制作したが、これらの祭壇画は第二次世界大戦中の空襲で失なわれた。17世紀後半のドイツにおける重要な画家と評価されている。宗教画や神話を題材にした絵画や風俗画を描いた。版画や素描も残した。
弟子には、ヨハン・ハイス（Johann Heiss）やゲオルク・マルセル・ハーク（Georg Marcell Haack）、ヨハン・グレゴール・メルヒオール・シュミットナー（Johann Gregor Melchior Schmittner）らがいた。

## 作品

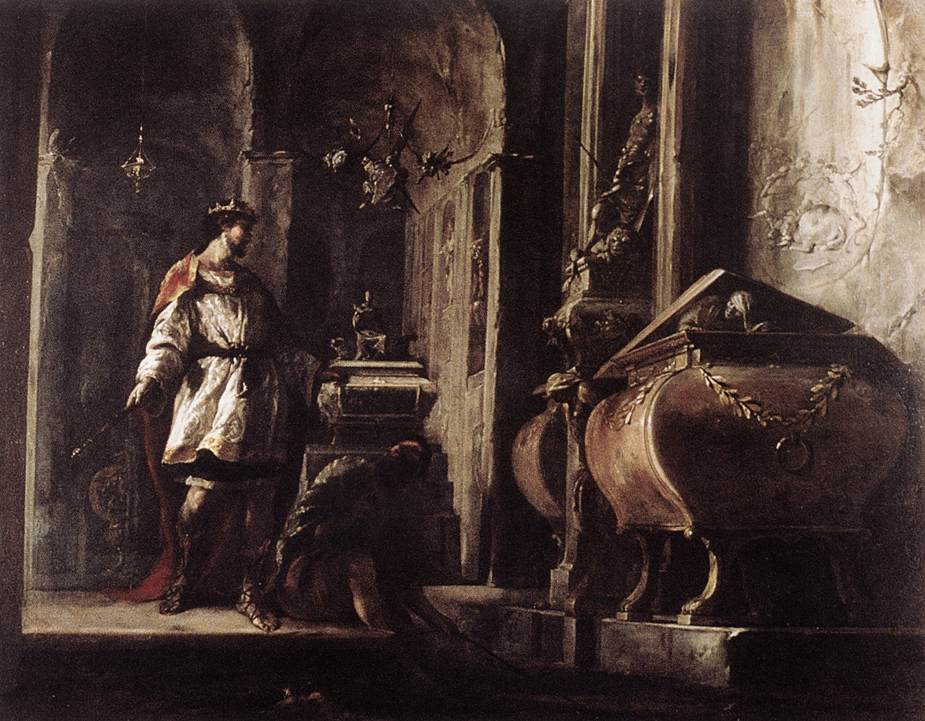
アキレスの墓の前のアレキサンダー大王(1630年代) Gallerie nazionali d'arte antica
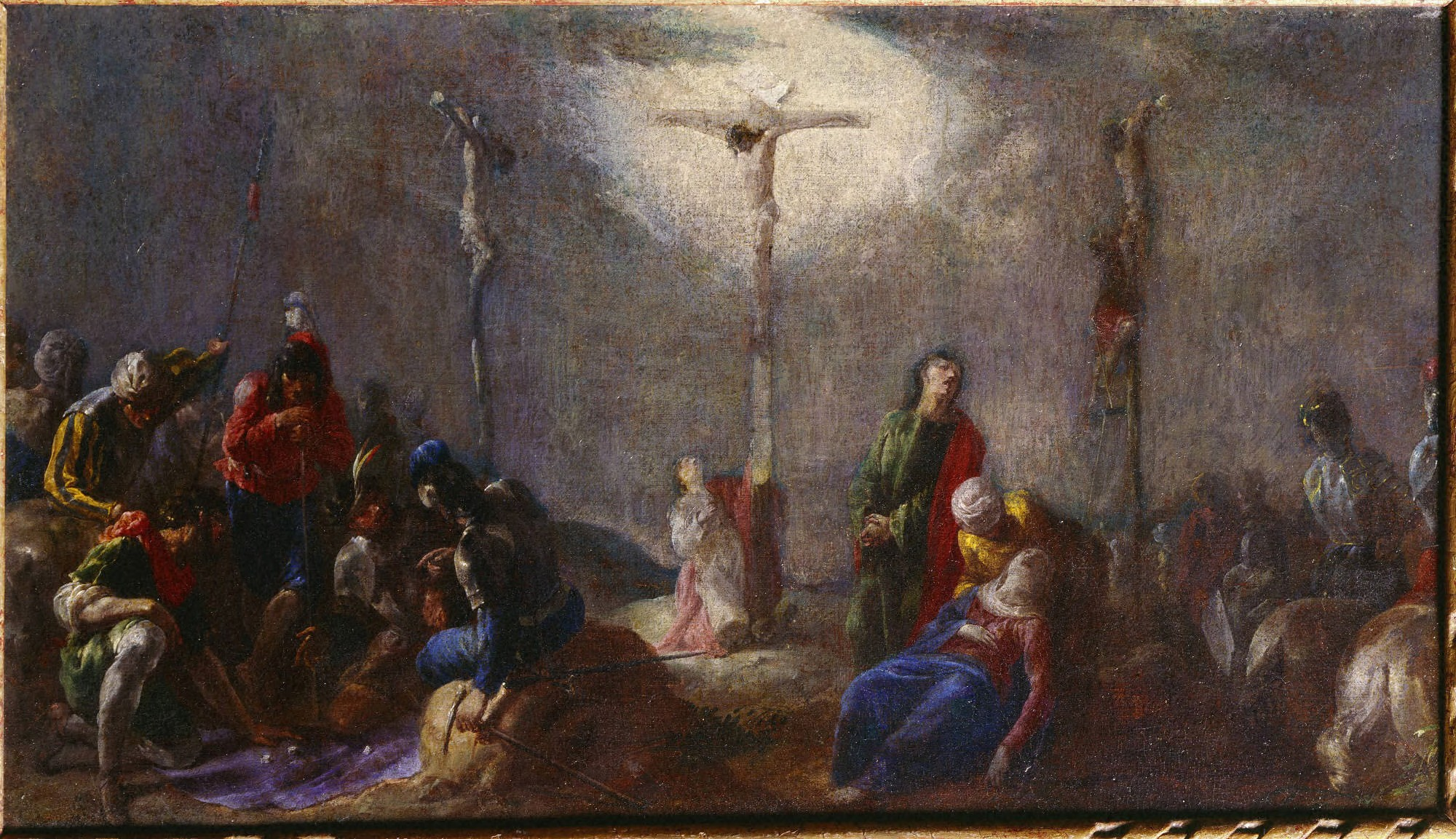
ゴルゴタの丘(1647/1648) プリンストン大学美術館
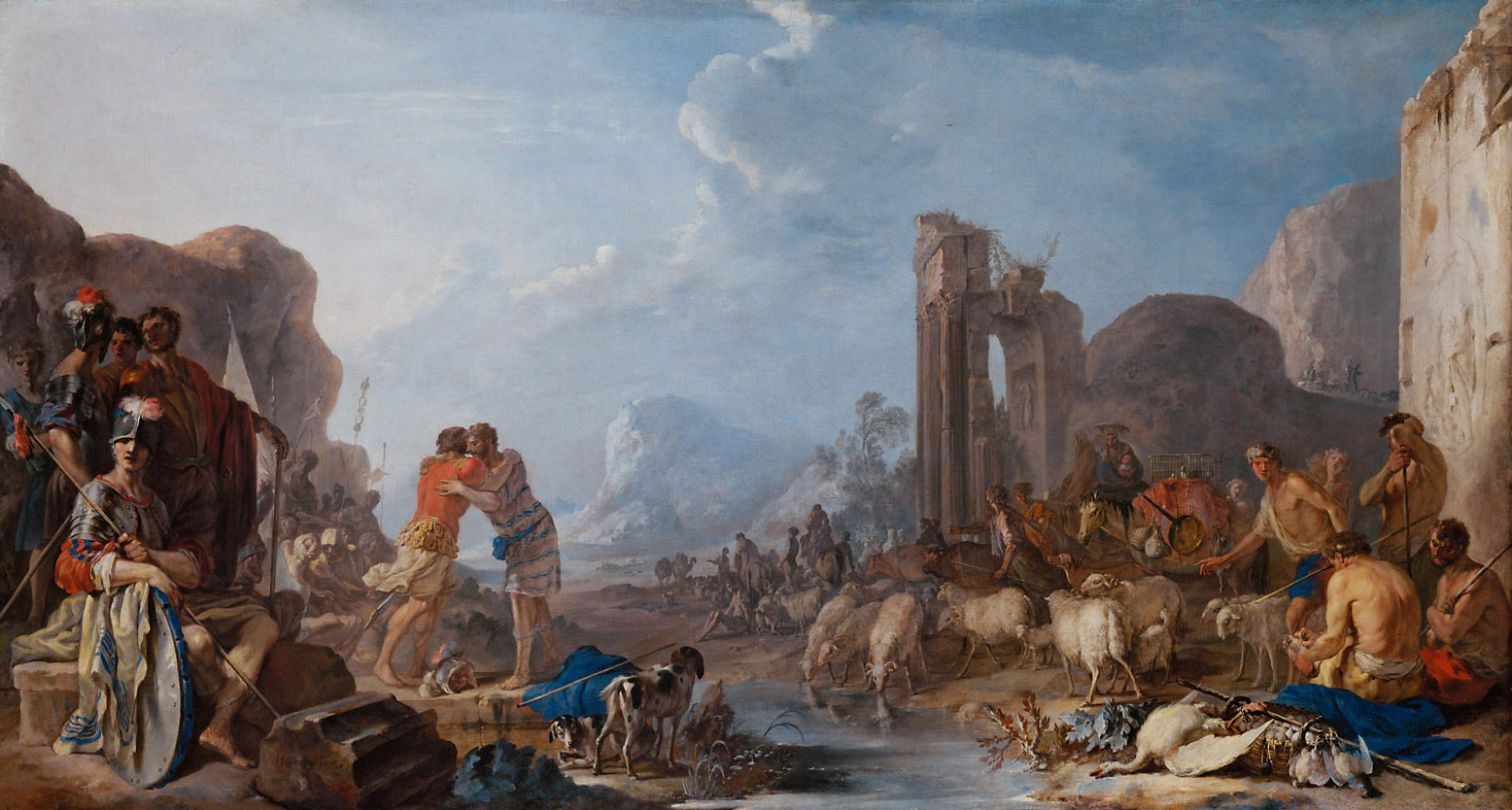
ヤコブとエサウの和解 (1640/1642) 美術史美術館